# Álex Rins
Álex Rins Navarro, né le 8 décembre 1995 à Barcelone, est un pilote de vitesse moto espagnol.

## Biographie
Le 21 avril 2013, il remporte à Austin (États-Unis) son premier Grand Prix comptant pour le championnat du monde de Moto 3.
Le 12 avril 2015, lors de la 2e course de la saison à Austin (États-Unis), il réalise son premier podium dans la catégorie moto2, catégorie qui a rejoint cette saison. À partir de la saison 2017, il roulera en catégorie reine sur une Suzuki.
Le 14 avril 2019, il remporte sa toute première victoire en catégorie reine MotoGP à Austin, au Texas. Profitant de la chute du leader Marc Marquez, Alex Rins se mêle à une bagarre contre le nonuple champion du monde Valentino Rossi.

## Par saison

### Suzuki (2017-2022)
Pour sa première saison en Moto3 en 2012, Álex Rins finit à la cinquième place du championnat avec un total de 141 points.
Lors des saisons 2013 et 2014, il finit respectivement 2ème et 3ème de la catégorie Moto3. Jugé comme apte au niveau supérieur, il monte alors en championnat Moto2 pour la saison 2015.
Pour la saison 2015 en Moto2, Álex Rins marque les esprits en finissant le championnat à la deuxième place avec deux victoires à son actif.
2016 est une bonne année pour le pilote espagnol puisqu'elle marque sa prochaine montée en MotoGP. Il finit le championnat à la troisième place avec deux victoires à son actif.
Pour la saison 2017, Álex Rins signe donc avec le team Suzuki Ecstar et devient le coéquipier de l'italien Andrea Iannone. Il finit la saison à la 16ème place. 
En 2018, le pilote fait une saison remarquable et se place finalement à la cinquième place du classement final MotoGP. 
Pour cette nouvelle saison 2019, Rins est très attendu après la fin de saison tonitruante qu'il a fait lors de la saison 2018. Toujours au guidon d'une Suzuki GSXR-R, il partage le team avec le pilote espagnol Joan Mir. Il s'offre sa toute première victoire en MotoGP sur le circuit des Amériques devant Valentino Rossi et Jack Miller. Il remporte sa seconde victoire sur le circuit britannique de Silverstone en dépassant Marc Marquez dans le dernier virage et franchissant la ligne d'arrivée avec 13 millièmes de seconde d'avance.

### LCR Honda (2023)
Il rejoint l'écurie Honda LCR pour la saison 2023 aux côtés de Nakagami. Pour le premier grand prix de l'année au Portugal, il termine à la dixième place. Le grand prix suivant en argentine, il termine à la neuvième position. Il remporte sa sixième victoire lors du Grand Prix des Amériques. Il quitte l'écurie en fin de saison pour rejoindre Yamaha pour la saison 2024.

### Yamaha (2024-2026)
Courant d'année 2024, Yamaha annonce prolonger le contrat de l'espagnol jusqu'en 2026.

## Statistiques

### Par années

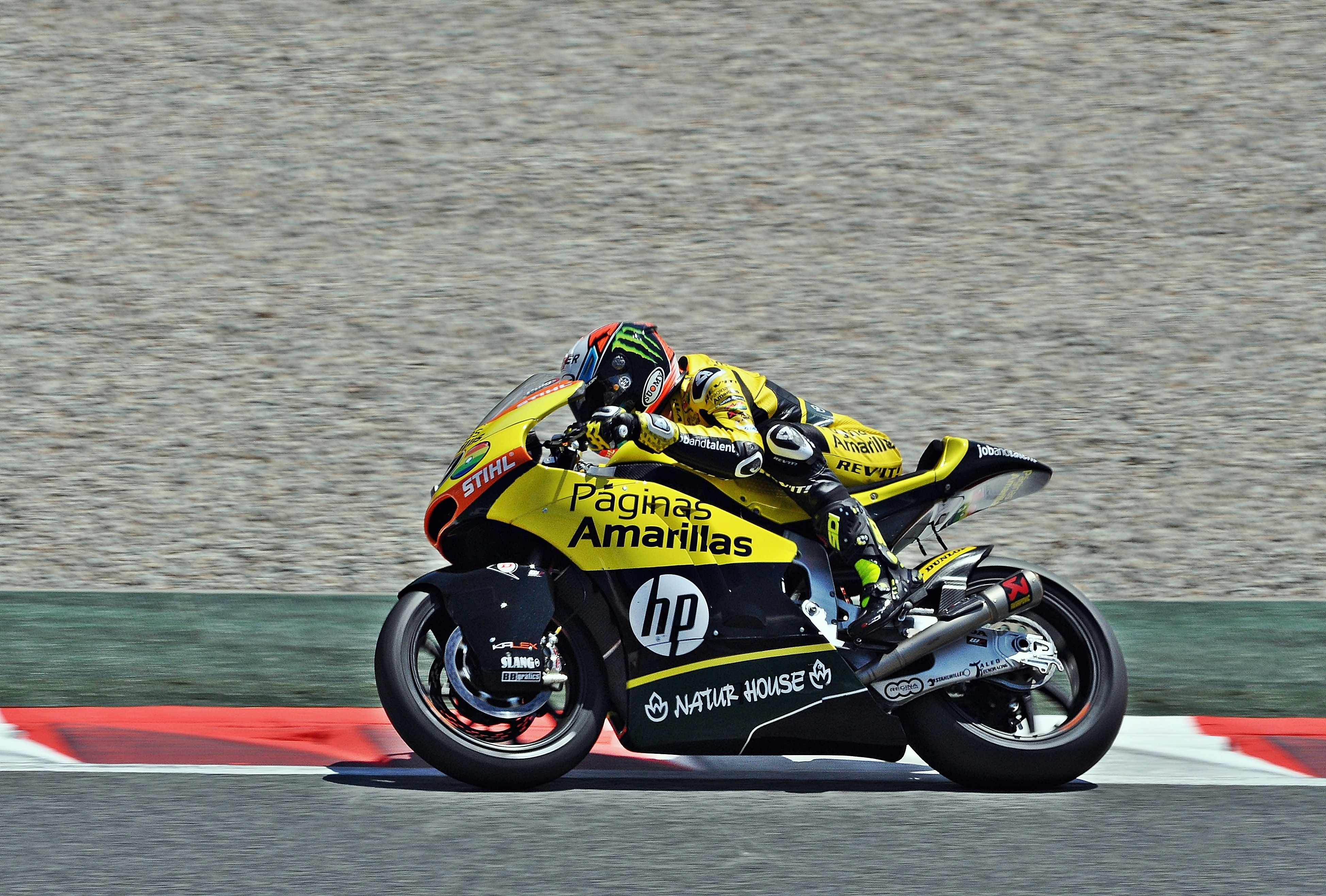
En 2015 lors du Grand Prix de Catalogne

(Mise à jour après le Grand Prix moto solidaire de Barcelone 2024)
| Saison | Catégorie | Moto        | Course | Victoire | Pod | Pole | Meilleur temps | Points | Classement |
| ------ | --------- | ----------- | ------ | -------- | --- | ---- | -------------- | ------ | ---------- |
| 2012   | Moto3     | Suter Honda | 17     | 0        | 1   | 1    | 1              | 141    | 5e         |
| 2013   | Moto3     | KTM         | 17     | 6        | 14  | 8    | 1              | 311    | 2e         |
| 2014   | Moto3     | Honda       | 18     | 2        | 8   | 4    | 3              | 237    | 3e         |
| 2015   | Moto2     | Kalex       | 18     | 2        | 10  | 3    | 4              | 234    | 2e         |
| 2016   | Moto2     | Kalex       | 18     | 2        | 7   | 1    | 3              | 214    | 3e         |
| 2017   | MotoGP    | Suzuki      | 13     | 0        | 0   | 0    | 0              | 59     | 16e        |
| 2018   | MotoGP    | Suzuki      | 19     | 0        | 5   | 0    | 0              | 169    | 5e         |
| 2019   | MotoGP    | Suzuki      | 19     | 2        | 3   | 0    | 1              | 205    | 4e         |
| 2020   | MotoGP    | Suzuki      | 14     | 1        | 4   | 0    | 2              | 139    | 3e         |
| 2021   | MotoGP    | Suzuki      | 18     | 0        | 1   | 0    | 1              | 99     | 13e        |
| 2022   | MotoGP    | Suzuki      | 19     | 2        | 4   | 0    | 1              | 173    | 7e         |
| 2023   | MotoGP    | Honda       | 7      | 1        | 1   | 0    | 1              | 54     | 19e        |
| 2024   | MotoGP    | Yamaha      | 17     | 0        | 0   | 0    | 0              | 31     | 18e        |
| Total  |           |             | 211    | 18       | 58  | 17   | 19             | 2066   |            |

*Saison en cours

### Par catégorie
| Cat.   | Année     | 1er GP   | 1er podium | 1re victoire | Courses | Victoires | Podiums | Poles | MTC | Points | Titres |
| ------ | --------- | -------- | ---------- | ------------ | ------- | --------- | ------- | ----- | --- | ------ | ------ |
| Moto3  | 2012-2014 | QAT 2012 | FRA 2012   | USA 2013     | 52      | 8         | 23      | 13    | 5   | 689    | -      |
| Moto2  | 2015-2016 | QAT 2015 | USA 2015   | IND 2015     | 36      | 4         | 17      | 4     | 7   | 448    | -      |
| MotoGP | 2017-...  | QAT 2017 | ARG 2018   | USA 2019     | 123     | 6         | 18      | 0     | 7   | 929    | -      |
| Total  | 2012-     |          |            |              | 211     | 18        | 58      | 17    | 19  | 2066   | -      |

## Résultats détaillés
| Sais | Cat    | Moto        | 1       | 2       | 3       | 4       | 5       | 6       | 7       | 8       | 9       | 10      | 11     | 12     | 13      | 14      | 15     | 16      | 17      | 18      | 19    | 20      | 21  | 22  | Clas | Pts |
| ---- | ------ | ----------- | ------- | ------- | ------- | ------- | ------- | ------- | ------- | ------- | ------- | ------- | ------ | ------ | ------- | ------- | ------ | ------- | ------- | ------- | ----- | ------- | --- | --- | ---- | --- |
| 2012 | Moto3  | Suter Honda | QAT 10  | SPA 4   | POR 7   | FRA 3   | CAT Ab. | GBR Ab. | NED 6   | GER 20  | ITA 7   | IND 7   | CZE 5  | RSM 4  | ARA 6   | JPN 4   | MAL 7  | AUS 4   | VAL 16  |         |       |         |     |     | 5e   | 141 |
| 2013 | Moto3  | KTM         | QAT 3   | AME 1   | SPA Ab. | FRA 2   | ITA 2   | CAT 2   | NED 3   | GER 1   | IND 1   | CZE 4   | GBR 2  | RSM 1  | ARA 1   | MAL 2   | AUS 1  | JAP 24  | VAL 3   |         |       |         |     |     | 2e   | 311 |
| 2014 | Moto3  | Honda       | QAT 5   | AME 4   | ARG 5   | SPA 3   | FRA 2   | ITA 3   | CAT Ab. | NED 2   | GER Ab. | IND 5   | CZE 9  | GBR 1  | RSM 1   | ARA 4   | JAP 10 | AUS 3   | MAL 3   | VAL 5   |       |         |     |     | 3e   | 237 |
| 2015 | Moto2  | Kalex       | QAT 4   | AME 3   | ARG 2   | ESP 18  | FRA 17  | ITA 11  | CAT 2   | NED 4   | GER 3   | IND 1   | CZE 3  | GBR 2  | RSM DSQ | ARA 2   | JAP 11 | AUS 1   | MAL Ab. | VAL 2   |       |         |     |     | 2e   | 214 |
| 2016 | Moto2  | Kalex       | QAT 8   | ARG 4   | AME 1   | SPA 3   | FRA 1   | ITA 7   | CAT 2   | NED 6   | GER Ab. | AUT 3   | CZE 2  | GBR 7  | RSM 2   | ARA 6   | JAP 20 | AUS Ab. | MAL 14  | VAL 5   |       |         |     |     | 3e   | 214 |
| 2017 | MotoGP | Suzuki      | QAT 9   | ARG Ab. | AME DNS | SPA DNS | FRA DNS | ITA DNS | CAT DNS | NED 17  | GER 21  | CZE 11  | AUT 16 | GBR 9  | RSM 8   | ARA 17  | JAP 5  | AUS 8   | MAL DSQ | VAL 4   |       |         |     |     | 16e  | 59  |
| 2018 | MotoGP | Suzuki      | QAT Ab. | ARG 3   | AME Ab. | SPA Ab. | FRA 10  | ITA 5   | CAT Ab. | NED 2   | GER Ab. | CZE 11  | AUT 8  | GBR C  | RSM 4   | ARA 4   | THA 6  | JAP 3   | AUS 5   | MAL 2   | VAL 2 |         |     |     | 5e   | 169 |
| 2019 | MotoGP | Suzuki      | QAT 4   | ARG 5   | AME 1   | SPA 2   | FRA 10  | ITA 4   | CAT 4   | NED Ab. | GER Ab. | CZE 4   | AUT 6  | GBR 1  | RSM Ab. | ARA 9   | THA 5  | JPN 7   | AUS 9   | MAL 5   | VAL 5 |         |     |     | 4e   | 205 |
| 2020 | MotoGP | Suzuki      | SPA DNS | ANC 10  | CZE 4   | AUT Ab. | STY 6   | RSM 5   | EMR 12  | CAT 3   | FRA NC  | ARA 1   | TER 2  | EUR 2  | VAL 4   | POR 15  |        |         |         |         |       |         |     |     | 3e   | 139 |
| 2021 | MotoGP | Suzuki      | QAT 6   | DOH 4   | POR Ab. | SPA 20  | FRA Ab. | ITA Ab. | SPA DNS | GER 11  | NED 11  | STY 7   | AUT 14 | GBR 2  | ARA 12  | RSM Ab. | AME 4  | EMI 6   | ALR 8   | VAL Ab. |       |         |     |     | 13e  | 99  |
| 2022 | MotoGP | Suzuki      | QAT 7   | IND 5   | ARG 3   | AME 2   | POR 4   | ESP 19  | FRA Ab. | ITA Ab. | CAT Ab. | GER DNS | NED 10 | GBR 7  | AUT 8   | RSM 7   | ARA 9  | JAP Ab. | THA 12  | AUS 1   | MAL 5 | VAL 1   |     |     | 7e   | 173 |
| 2023 | MotoGP | Honda       | POR 10  | ARG 9   | AME 12  | ESP Ab. | FRA Ab. | ITA DNS | ALL     | NED     | GBR     | AUT     | CAT    | RSM    | IND     | JPN WD  | INA 9  | AUS DNS | THA     | MAL     | QAT   | VAL Ab. |     |     | 19e  | 54  |
| 2024 | MotoGP | Yamaha      | QAT 16  | POR 13  | AME Ab. | ESP 13  | FRA 15  | CAT 20  | ITA 15  | NED Ab. | ALL     | GBR DNS | AUT 16 | ARA 9  | RSM 19  | EMI DNS | INA 11 | JPN 16  | AUS 13  | THA Ab. | MAL 8 | SLD 22  |     |     | 18e  | 31  |
| 2025 | MotoGP | Yamaha      | THA 17  | ARG 11  | AME 11  | QAT 12  | ESP 13  | FRA 12  | GBR 13  | ARA 11  | ITA 15  | NED 13  | ALL 10 | TCH 15 | AUT     | HON     | CAT    | RSM     | JPN     | IND     | AUS   | MAL     | POR | VAL | 18e* | 41* |

*Saison en cours

## Palmarès

### Victoires en Moto3: 8
| Année | Lieu du Grand Prix                 | Circuit                               | Ville                |
| ----- | ---------------------------------- | ------------------------------------- | -------------------- |
| 2013  | Grand Prix moto des Amériques      | Circuit des Amériques                 | Texas                |
| 2013  | Grand Prix moto d'Allemagne        | Sachsenring                           | Hohenstein-Ernstthal |
| 2013  | Grand Prix moto d'Indianapolis     | Indianapolis Motor Speedway           | Speedway             |
| 2013  | Grand Prix moto de Saint-Marin     | Misano World Circuit Marco Simoncelli | Misano Adriatico     |
| 2013  | Grand Prix moto d'Aragon           | Circuit Motorland Aragon              | Alcañiz              |
| 2013  | Grand Prix moto d'Australie        | Circuit de Phillip Island             | Phillip Island       |
| 2014  | Grand Prix moto de Grande-Bretagne | Circuit de Silverstone                | Silverstone          |
| 2014  | Grand Prix moto de Saint-Marin     | Misano World Circuit Marco Simoncelli | Misano Adriatico     |

### Victoires en Moto2: 4
| Année | Lieu du Grand Prix             | Circuit                     | Ville          |
| ----- | ------------------------------ | --------------------------- | -------------- |
| 2015  | Grand Prix moto d'Indianapolis | Indianapolis Motor Speedway | Speedway       |
| 2015  | Grand Prix moto d'Australie    | Circuit de Phillip Island   | Phillip Island |
| 2016  | Grand Prix moto des Amériques  | Circuit des Amériques       | Texas          |
| 2016  | Grand Prix moto de France      | Circuit Bugatti             | Le Mans        |

### Victoires en MotoGP: 6
| Année | Lieu du Grand Prix                           | Circuit                          | Ville          |
| ----- | -------------------------------------------- | -------------------------------- | -------------- |
| 2019  | Grand Prix moto des Amériques                | Circuit des Amériques            | Texas          |
| 2019  | Grand Prix moto de Grande-Bretagne           | Circuit de Silverstone           | Silverstone    |
| 2020  | Grand Prix moto d'Aragon                     | Circuit Motorland Aragon         | Alcañiz        |
| 2022  | Grand Prix moto d'Australie                  | Circuit de Phillip Island        | Phillip Island |
| 2022  | Grand Prix moto de la Communauté valencienne | Circuit de Valence Ricardo Tormo | Cheste         |
| 2023  | Grand Prix moto des Amériques                | Circuit des Amériques            | Texas          |